# Kakaulidung
Kakaulidung (Kakau Lidun, Cacaulidun) ist ein Stadtteil der osttimoresischen Landeshauptstadt Dili. Er liegt im Sucos Bairro Pite (Verwaltungsamt Dom Aleixo, Gemeinde Dili).

## Lage und Einrichtungen
Kakaulidung befindet sich im Zentrum des Sucos Bairro Pite. Grob liegt der Stadtteil südlich der Avenida de Manleuana zwischen dem Stadtteil Ailoklaran im Osten und Fatumeta im Westen. Kakaulidung gehört zur Aldeia Niken und liegt in einer Meereshöhe von 111 m.
In Kakaulidung befindet sich die Maternidade de Nossa Senhora de Fátima und der Cemitério de Cacaulidun.